# Scincella barbouri
Scincella barbouri (земляний сцинк Барбура) — вид сцинкоподібних ящірок родини сцинкових (Scincidae). Ендемік Китаю. Вид названий на честь американського герпетолога Томаса Барбура.

## Поширення і екологія
Земляні сцинки Барбура мешкають на Юньнань-Гуйчжоуському плато в центральній частині провінції Юньнань, в околицях міст Куньмін і Цюйцзін. Вони живуть в чагарникових заростях, на висоті від 1800 до 2500 м над рівнем моря. Відкладають яйця.